# Cantone di Heredia
Il cantone di Heredia è un cantone della Costa Rica facente parte della provincia omonima.

## Geografia antropica

### Suddivisioni amministrative
Il cantone  è suddiviso in 5 distretti:
- Heredia
- Mercedes
- San Francisco
- Ulloa
- Vara Blanca